# Store Heddinge
Store Heddinge este un oraș în Danemarca.